# Zeitmaultheater

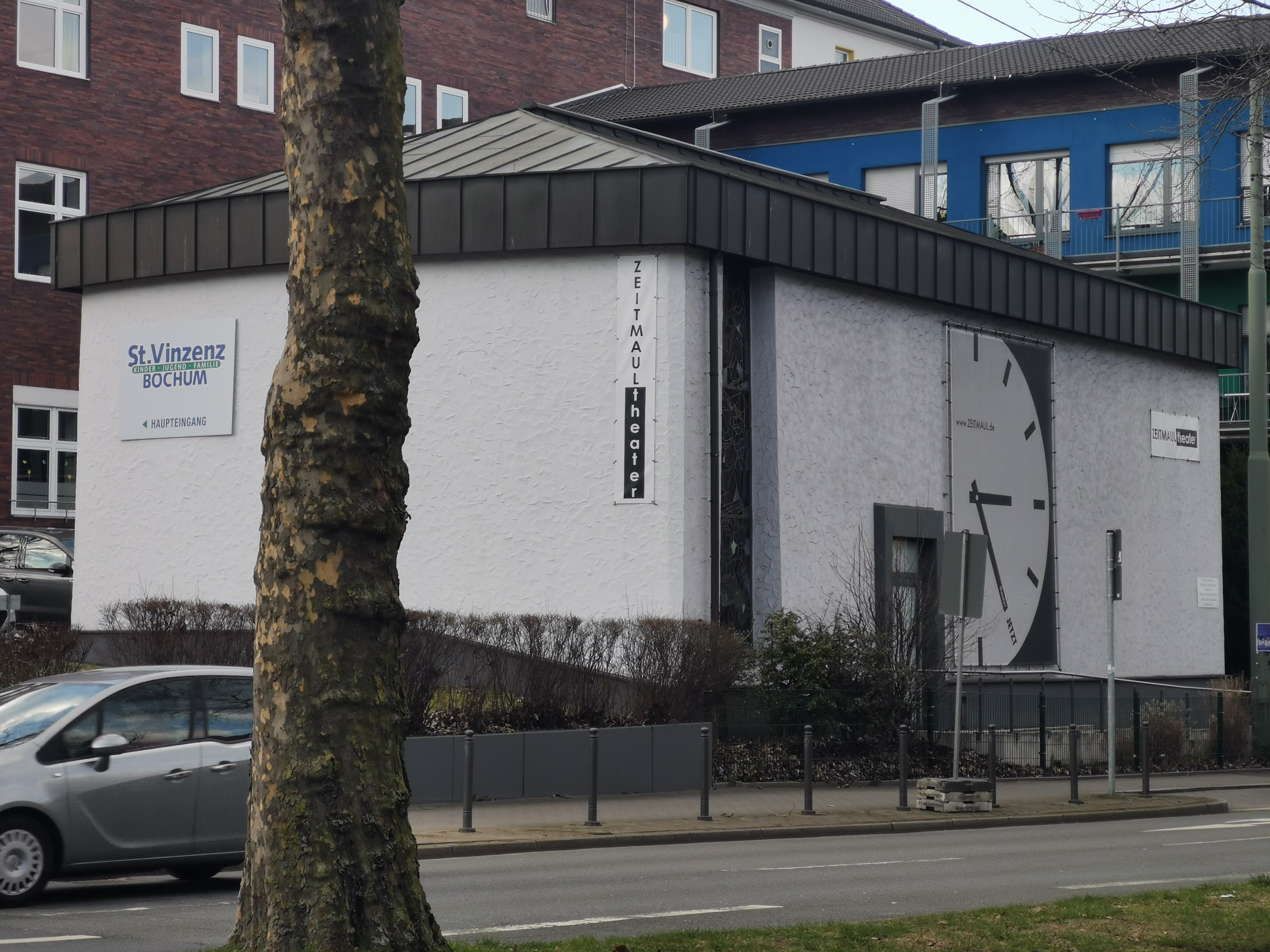
Außenansicht des Theaters

Das Zeitmaultheater (Eigenschreibweise: ZEITMAULtheater) ist ein freies Theater in Bochum. Es beschreibt sich als „ein literarisches Theater, Uraufführungstheater, ein Theater der Monologe, ein Bochumer Theater, und nicht zuletzt ein Musiktheater.“ Es sollen ausschließlich Stücke von zeitgenössischen, noch lebenden Autoren aufgeführt werden. Spezifisch für das Theater sind außerdem Monologe, die von zwei oder mehr Darstellern gespielt und gesprochen werden. 

## Geschichte
Das Zeitmaultheater wurde 2008 von Witek Danielczok und Darek Ziaja in Bochum gegründet. Eine erste Produktion war die Leseinszenierung Der Weißmaler von Danielczok. Anschließend formierte sich eine achtköpfige Gruppe im Alter zwischen 18 und 40 Jahren um den Autor. Die ersten sieben Jahre seines Bestehens hatte das Zeitmaultheater keine eigene Spielstätte. Gastspiele fanden in anderen Bochumer Theatern statt, wie dem Rottstraße 5 Theater, dem Kulturhaus Thealozzi oder dem Theater der Gezeiten. Das Stück Botschaft ZM wurde im Forum Freies Theater in Düsseldorf aufgeführt. Außerdem produzierte das Theater „Wortportraits“, Aufnahmen, bei denen Literatur, Schauspiel, Musik und Film verschmolzen und die dann aufgeführt werden, wie zum Beispiel 2014 im Marler Stern.
2015 bot die Jugendhilfeeinrichtung St. Vinzenz e.V. die auf ihrem Gelände gelegene Kapelle als Spielstätte an. Im Gegenzug wurden für die Jugendhilfeeinrichtung Theater-Workshops abgehalten und Stücke entwickelt. Schirmherr des Vereins ist der Schriftsteller Frank Goosen.

Neben den eigenen Stücken finden Gastspiele, Konzerte und Ausstellungen statt. Es ist Platz für bis zu 80 Besucher. Die neue Spielstätte wurde im Dezember 2015 mit einer Aufführung des Stücks Körperlegenden eingeweiht, einer pathetischen, philosophischen, „mystischen Messe“ für und über den Körper, für die eigens mit Musikern die Zeitmaul Kapelle gegründet wurde.

## Förderung
Das Zeitmaultheater wird von der Stadt Bochum gefördert. Außerdem wurde das Stück Fluchtshow im Frühjahr 2014 als Gewinnerprojekt in der Kategorie Kultur nach einer Bürgerabstimmung für „Herzensprojekte“ der Stadtwerke Bochum von den Stadtwerken mit 12.000 Euro gefördert. 2015 fand wieder eine Förderung als „Herzensprojekt“ statt.